# San Francisco Oracle
San Francisco Oracle (lub Oracle) – niezależne, kontrkulturowe czasopismo, związane ze środowiskiem hippisowskim zamieszkującym dzielnicę Haight-Ashbury, wydawane nieregularnie w latach 1966–1968. Redaktorami czasopisma byli Allen Cohen i Michael Bowen. Oracle było częścią utworzonej przez amerykańskie niezależne czasopisma organizacji Underground Press Sindicate.
Według Cohena pomysł na utworzenie czasopisma hippisowskiego był zainspirowany jego snem, w którym unosił się nad głowami ludzi, czytających tęczową gazetę. Jego pomysł wsparli bracia Ron Thelin i Jay Thelin, właściciele sklepu Psychedelic Shop. Początkowo czasopismo miało nazywać się "Psychedelic Oracle Frisco"; jednak pierwszy numer opublikowany pod tym tytułem nie był wysokiej jakości – zawierał m.in. przedruk artykułu publikowanego już wielokrotnie wcześniej oraz tekst pochwalający masturbację. To niepowodzenie zniechęciło większość redakcji, jednak od trzeciego numeru redaktorem został Cohen, a 9 września 1966 roku pismo ukazało się pod nowym tytułem "San Francisco Oracle", pod którym miało odnieść znaczny sukces.
"Oracle" finansowane było m.in. przez braci Thelin, członków grup muzycznych Grateful Dead i Monkeys oraz miejscowych dilerów. Często z powodu problemów finansowych dany numer był drukowany partiami – najpierw publikowano i sprzedawano część nakładu, a następnie wykorzystywano uzyskane w ten sposób zyski do dodrukowania pozostałej części.
Szata graficzna pisma została opracowana m.in. przez Gabe Katza i Steve'a Levina. Katz opracował sposób na uzyskanie wyśnionego przez Cohena efektu "tęczowej gazety" – sposób ten opierał się na mieszaniu różnokolorowych farb drukarskich, które w procesie druku rozmywały się i pozwalały na uzyskanie efektu tęczy. "Oracle" zrezygnowało też z tradycyjnych kolumn, zastępując je płynnymi blokami tekstu lub aranżując je na kształt mandali, piramid itp. Każdy numer był wielokolorowy i bogato ilustrowany; niektóre z numerów były ponadto zapachowe – po wydrukowaniu spryskiwano je aromatycznymi olejkami (np. paczuli lub jaśminowym). Czasopismo było zaprojektowane tak, aby jego czytanie przypominało doświadczanie odurzenia narkotykowego.
Teksty w periodyku dotyczyły m.in. buddyzmu, jogi, LSD, duchowości i ideałów hippisowskich. Publikowano tam także poezję. Do "Oracle" pisywali m.in. Allen Ginsberg, Timothy Leary, Michael McClure, William S. Burroughs, Gary Snyder, Dick Alpert, Philip Lamantia, Jerry Rubin i in. W 1967 roku na łamach czasopisma ukazał się wywiad z Learym, Ginsbergiem, Snyderem i Alanem Wattsem, w którym sformułowali oni ideały młodego pokolenia. Czasopismo to było też medium promującym hippisowski happening Human Be-In, który odbył się w styczniu 1967 roku.
Mimo że czasopismo miało znaczny nakład (pod koniec istnienia pisma to ok. 100 000 egzemplarzy), jednak nie przynosiło dochodów.
"San Francisco Oracle" wywarło znaczny wpływ na inne niezależne czasopisma w Stanach Zjednoczonych. Niektóre z graficznych rozwiązań wymyślonych w tym czasopiśmie, były także stosowane później w popularnych pismach i agencjach reklamowych.
W 1991 roku, w 25. rocznicę stworzenia pisma, Alen Cohen opublikował faksymile "San Francisco Oracle". Sprzedały się one w cenie kilkuset dolarów za sztukę i stały się przedmiotem kolekcjonerskim.